# Loud Pipes Save Lives
Loud Pipes Save Lives är E-Types femte studioalbum som släpptes den 25 mars 2004. 
Fem dagar innan kom E-Type på en 5:e plats med låten Paradise tillsammans med sångerskan Nana Hedin i Melodifestivalen 2004. Låten skrevs av E-Type och Fredrik 'Mud' Ekdahl.
Inför OS 2004 gav Sveriges Olympiska Kommitté, SOK, uppdraget till E-Type att göra Sveriges officiella OS-låt. Han var på turné och hann inte göra en ny låt, och ändrade istället texten på låten Camilla. Nya versionen blev singeln Olympia, som släpptes 14 juni 2004.
I augusti 2004 bestämde sig skivbolaget att släppa albumet ”Loud Pipes Save Lives” ytterligare en gång, Låten Camilla byttes ut mot den nya Olympia, och även Campione 2000 lades till, som var den officiella låten till Europamästerskapet i fotboll 2000. Albumet fick namnet Loud Pipes Save Lives - Sport Edition.

## Låtlista
1. Loud Pipes Save Lives
2. Paradise (feat. Na Na)
3. Camilla
4. The Predator
5. Dans La Fantasie
6. The Original You
7. Far Up In The Air (feat. Na Na)
8. Forever More (feat. Na Na & LG)
9. Rain
10. If Heaven Were To Fall
11. Lost And Goodbye

Na Na är sångerskan Nana Hedin. LG är Lars-Göran Petrov från death metal-gruppen Entombed

### Nya låtar på Loud Pipes Save Lives (Sport Edition)
- Olympia (Istället för Camilla)
- Campione 2000

## Producenter
- 1: E-Type & Patrik Henzel
- 2: Max Martin, E-Type, Rami, John Amatiello, Christian Nilsson, Daniel Papalexis & Patrik Henzel
- 3: Jonas von der Burg
- 4, 5, 9: Peter Boström
- 6, 7, 8: Patrik Henzel & Daniel Papalexis
- 10, 11: Patrik Henzel

- Olympia: Jonas von der Burg
- Campione 2000: Kent Brainerd, E-Type & John Amatiello